# Comitetul Secret Macedonean

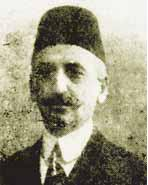
Temko Popov, unul dintre conducătorii societății

Societatea Macedoneană sau Comitetul Secret Macedonean (în macedoneană Таен македонски комитет, în sârbă Тајни македонски комитет) a fost organizație secretă înființată în anul 1885 de slavii macedoneni în orașul Sofia din Bulgaria pentru a promova un fel de identitate macedoneană slavă prosârbă⁠(d), deosebită în special de identitatea etnică bulgară, înființarea Arhiepiscopiei de  Ohrida separată de Exarhatul Bulgar⁠(d) și promovarea unei limbi macedonene cu o puternică influență lingvistică sârbă. Conducătorii societății au fost Naum Evrov, Kosta Grupčev, Vasilij Karajovev și Temko Popov. Ei au fost trimiși de la Belgrad. La acea vreme, principalele linii directoare ale politicii sârbe cu privire la Macedonia, precum bulgarofobia, antiexarhismul și serbizarea⁠(d) dialectelor macedonene, erau promovate de diverse organizații finanțate de guvernul sârb.
În 1886 guvernul bulgar a descoperit organizația și a desființat-o. Conducătorii ei s-au întors în același an la Belgrad, unde guvernul Serbiei a stabilit o cooperare cu acea efemeră Societate Macedoneană. Prin sprijinul acordat mișcării macedonene, guvernul Serbiei a avut intenția de a opri procesul de bulgarizare a slavilor macedoneni sau de a-i debulgariza. În urma stabilirii cooperării sârbo-macedonene, a fost fondată în același an, la Constantinopol, Asociația Sârbo-Macedonenilor⁠(d). Acest compromis cu interesele sârbești din Macedonia a determinat Comitetul Secret Macedonean să abandoneze mai târziu programul său separatist. Drept urmare, membrii săi au promovat ulterior doar idei prosârbești.